# 色斯克亚河
色斯克亚河，位于中华人民共和国新疆维吾尔自治区若羌县东南部羌塘高原地区的一条河流，发源于昆仑山支脉阿尔喀山北坡，蜿蜒向北流，注入阿雅克库木湖。全长120千米，流域面积4660平方千米，年均径流量约0.85亿立方米。流域内泉水较为发育，径流主要依靠泉水补给。